# Amanieu de la Broqueira
Amanieu de la Broqueira (fl. 1160-1210) è stato un  trovatore occitano originario di Labroquère in Aquitania.

## Vita e opere
Gli vengono attribuite due cansos prive di partitura musicale. Nei manoscritti o nelle fonti documentali viene citato come Nameus de la broqueira, Amaneus e forse Amaneus de Broquera (1188), fra i testimoni di una donazione fatta nel 1188 da Bernart IV conte d'Armagnac, a favore della chiesa di Sainte-Marie d'Auch.
Amanieu nella sua canzone Quan reverdejon li conderc chiama uno joglar con il nome di En Porta-joya d'Engolmes, probabilmente identificabile con Porta Joia l'Escaciers citato nel sirventes di Raimon de Durfort. Il nome di giullare Porta Joya, ad ogni modo, era comune nel mezzogiorno della Francia medievale.

### Componimenti

#### Cansos
Quan reverdejon li conderc
           Quan reverdejon li conderc, 

           e la lauzeta puei' a mont, 

           e li auzelet dui e dui

           en lur lati, segon que s'es, 

           fan retendir la calmeilla 

           pe'l fin joi qu'ins en lor s'es mes.

           Per ma enemigua m'esperc 

           que m te marrit e deziron

           per so quar tostem sim defui;

           aisi ja l'en penra merces,

           qu'ieu no sai com si s conseilla, 

           quar de leis no ve negus bes. 

           [...]
Mentre que'l talans mi cocha
           Mentre que'l talans mi cocha, 

           ei' amors, si amors,

           cantarai tot a estros 

           de vos car mi faitz amar 

           celeis que nom vol jauzir

           ni de sos hueils esguarar: 

           per qu'ieu m'azir, 

           aisso m destrui; 

           Mas lo joi de leis, quar l'am, me desdui.

           [...]